# 北海道道110号江別インター線
北海道道110号江別インター線（ほっかいどうどう110ごう えべつインターせん）は、北海道江別市を通る道道（主要地方道）である。

## 概要

### 路線データ
- 起点：北海道江別市高砂町（国道12号交点）
- 終点：北海道江別市元野幌（道央自動車道 江別西IC・北海道道864号大麻東雁来線交点）
- 総延長：5.738 km[1]
- 実延長：5.680 km[1]
- 重用延長：0.058 km[1]
- 未舗装延長：0.104 km[1]

## 歴史
- 1978年（昭和53年）5月6日 - 963号として路線認定[2]。
- 1993年（平成5年）5月11日 - 建設省から、道道江別インター線・道道札幌広島環状線の一部が江別インター線として主要地方道に指定される[3]。
- 1994年（平成6年）10月1日 - 路線番号を110号に変更[4]。

## 路線状況

### 重複区間
- 北海道道128号札幌北広島環状線：江別市高砂町 - 江別市元江別

### 道路施設
主な橋梁
- 吉井橋
- 屯田橋

## 地理

### 通過する自治体
- 石狩振興局
  - 江別市

### 交差する道路
江別市

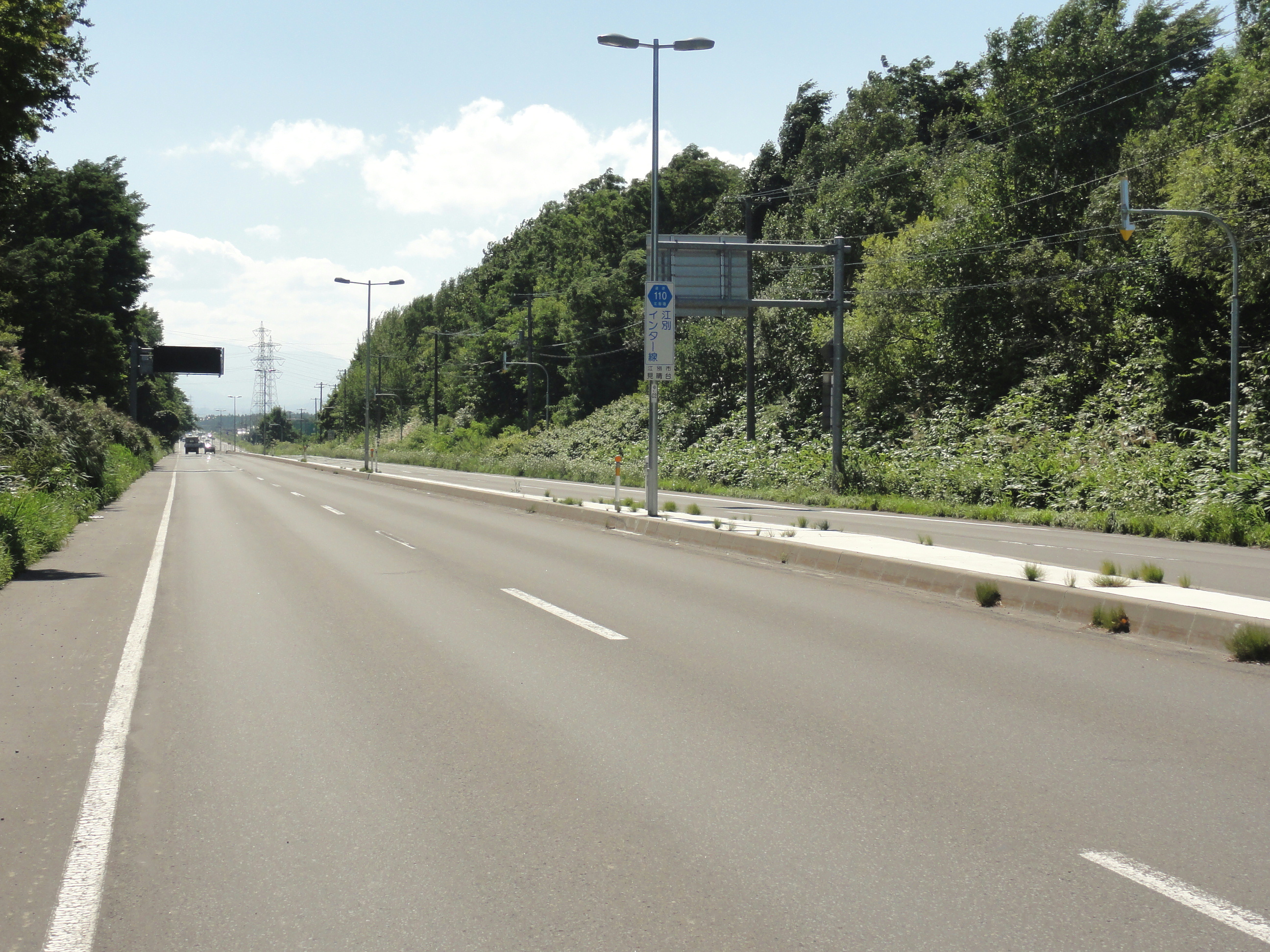
江別市見晴台付近（2012年8月撮影）

- 国道12号・北海道道46号江別恵庭線 - 高砂町・弥生町交差点（起点）
- 北海道道128号札幌北広島環状線 - 元江別
- 北海道道46号江別恵庭線 - 元野幌
- E5 道央自動車道 江別西IC - 元野幌（終点）
- 北海道道864号大麻東雁来線 - 元野幌（終点）

### 沿線にある施設など
江別市
- 江別西郵便局
- 北海道信用金庫五丁目支店
- ホクレンショップ元江別店
- ビッグハウス元江別店
- コープさっぽろえべつ店
- DCM元江別店
- 江別見晴台郵便局
- 江別古墳群（国指定史跡、日本最北端の古墳群）